# Долина Гвангі
«Долина Гвангі» (англ. The Valley of Gwangi) — американський фільм жанру вестерн-фентезі 1969 року.
Є рімейком втраченого фільму «Долина туманів» Вілліса О'Браєна.
Спецефекти для фільму створив Рей Гаррігаузен.

## Сюжет
В одному з мексиканських містечок палеонтолог Горос Бромлі відвідує цирк, де циркач Так демонструє коня ростом з собаку. Бромлі виявляє, що маленька конячка насправді еогіппус, вимерлий мільйони років тому.
Пізніше група ковбоїв під проводом Бромлі йдуть до того місця, де знайшли еогіппуса. Вони виявляють вхід у долину. Група зазнає атаки птеранодона, женеться за орнітомімом. Під час погоні за орнітомімом ковбої стикаються з м'ясоїдним динозавром Гвангі. Аллозавр женеться за ними, але відволікається на труп птеранодона. З'являється стиракозавр. Гвангі відлякує його.
Ковбої проводять ніч у печері. Вранці одного з них застає зненацька Гвангі. Ковбої накидають на Гвангі ласо. З'являється стиракозавр і починає битися з Гвангі. Гвангі здобуває перемогу.
Ковбої виготовляють клітку і привозять Гвангі у місто. У цирку Гвангі виривається з клітки і вбиває циркового слона. Потім ящір виривається на вулицю і нападає на перехожих. Врешті-решт Гвангі гине в церкві, що палає.